# Шість снігових днів
«Шість снігових днів» — радянський телефільм 1986 року, знятий режисером Юрієм Квачадзе на кіностудії «Грузія-фільм».

## Сюжет
Зимові канікули Ніко проводив в горах у бабусі. Якось він вирушив в гості до родича, який живе на віддаленій фермі. Снігопад, що раптово почався, відрізав хлопчика від інших людей. Шість днів, які Ніко пережив у екстремальних умовах на фермі, багато чому навчили його, загартували волю та характер.

## У ролях
- Нугзар Гогодзе — Ніко
- Елгуджа Бурдулі — Гуджа
- Леван Пілпані — мешканець високогорного села
- Йосип Джачвліані — Гогіто
- Важа Пірцхалаїшвілі — цирковий артист
- Олексій Антаурі — епізод
- Мераб Бекаурі — епізод
- Елгайя Апциаурі — епізод
- Гуліко Какачія — Гуліко Какачія, цирковий артист-силач
- Тамара Схіртладзе — бабуся
- Ека Кутателадзе — Нунука, дружина Гогіто
- Лела Татараїдзе — родичка Ніко
- Давид Чубінішвілі — Амиран, батько Ніко
- Любов Кудрявцева — Люба, циркова артистка
- Е. Бекаурі — епізод
- Джумбер Циклаурі — епізод
- Ельза Кудрявцева — епізод

## Знімальна група
- Режисер — Юрій Квачадзе
- Сценаристи — Автанділ Чхіквішвілі, Юрій Квачадзе
- Оператор — Гурам Шенгелая
- Композитор — Йосип Барданашвілі
- Художник — Заур Кварацхелія